# Кавендиш, Генри, 2-й герцог Ньюкасл-апон-Тайн
Генри Кавендиш (англ. Henry Cavendish; 24 июня 1630 — 26 июля 1691) — английский аристократ и политический деятель, виконт Мэнсфельд в 1630—1676 годах, 2-й герцог Ньюкасл-апон-Тайн с 1676 года. Губернатор Берик-апон-Туида в 1675—1688 годах, лорд-лейтенант Нортумберленда в 1670—1689 годах, Ноттингемшира в 1677—1689 годах, Ист-Райдинг-оф-Йоркшира и Вест-Райдинг-оф-Йоркшира в 1688—1689 годах, юстициарий в 1677—1689 годах.

## Биография
Единственный сын Уильяма Кавендиша (1592—1676), 1-го герцога Ньюкасл-апон-Тайн, и его первой жены Элизабет Бассет (ум. 1643), дочери Уильяма Бассета и Джудит Остин.
Депутат палаты общин от Дербишира (1660—1661) и Нортумберленда (1661—1676).
С 1630 по 1676 года Генри Кавендиш носил титул учтивости «виконт Мэнсфельд».
25 декабря 1676 года после смерти своего отца Генри Кавендиш унаследовал титул герцога Ньюкасл-апон-Тайн и стал членом палаты лордов.
26 июля 1691 года 61-летний Генри Кавендиш, герцог Ньюкасл-апон-Тайн, скончался, не оставив наследников мужского пола.

## Семья и дети
Жена: с 1652 года Фрэнсис Пьерпонт (1630—1695). От этого брака родилось шесть детей:
- Элизабет Кавендиш[англ.] (1654—1734); 1-й муж: с 1669 года Кристофер Монк (1653—1688), 2-й герцог Альбемарль с 1670; 2-й муж: с 1692 года Ральф Монтегю (1638—1709), 1-й герцог Монтегю с 1705.
- Генри Кавендиш[англ.] (1659—1680), граф Огл; жена: Элизабет Сеймур (1667—1722), герцогиня Сомерсет.
- Фрэнсис Кавендиш (1660—1690); муж: с 1685 года Джон Кэмпбелл (1662—1752), 2-й граф Бредалбейн и Холланд с 1717.
- Маргарет Кавендиш[англ.] (1661—1716); муж: с 1690 года Джон Холл (1661—1711), граф Клэр с 1689, 1-й герцог Ньюкасл-апон-Тайн с 1694.
- Кэтрин Кавендиш (1665—1712); муж: с 1684 года Томас Тафтон (1644—1729), 6-й граф Танет с 1684
- Арабелла Кавендиш (1673—1698); муж: с 1695 года Чарльз Спенсер (1675—1722), 3-й граф Сандерленд с 1702.